# Taiwanische Unabhängigkeitsbewegung

Flagge des World Taiwanese Congress

Taiwanische Unabhängigkeitsbewegung (chinesisch: 台灣獨立運動 Táiwān dúlì yùndòng; taiwanisch: Tâi-oân to̍k-li̍p ūn-tōng; Hakka: Thòi-vân thu̍k-li̍p yun-thung) ist ein Sammelbegriff für Bestrebungen, die die Errichtung eines souveränen Staates namens Taiwan anstelle der jetzigen Republik China (Taiwan) zum Ziel haben. Anhänger der Bewegung lehnen die politische Zugehörigkeit Taiwans zu China (sowohl zur Republik als auch zur Volksrepublik) ab.

## Positionen zur Unabhängigkeit Taiwans

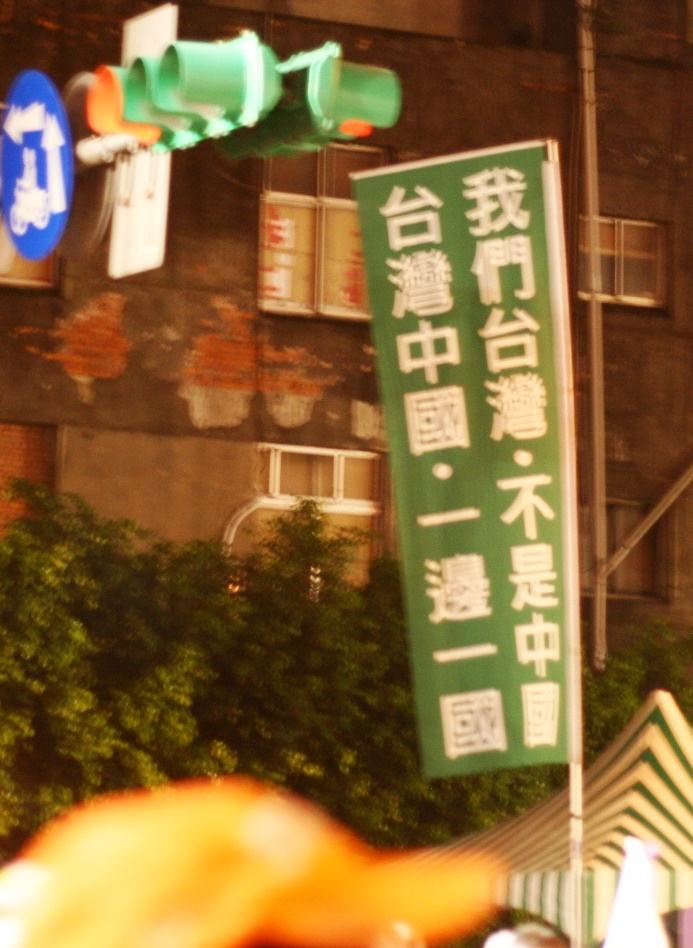
„Unser Taiwan gehört nicht zu China. Taiwan und China sind zwei verschiedene Staaten“. Banner auf einer Demonstration von Unabhängigkeitsbefürwortern (2012)

Der Begriff der Unabhängigkeit Taiwans (台灣獨立 Táiwān dúlì, kurz Táidú) wird von verschiedenen politischen Lagern und Akteuren unterschiedlich gebraucht.

### DPP und KMT
In der taiwanischen Gesellschaft herrscht die Ansicht vor, dass Taiwan unter seinem offiziellen Namen Republik China (中華民國 Zhōnghuá Mínguó) schon unabhängig sei und es keiner formellen Unabhängigkeitserklärung bedürfe. Dieser Auffassung sind in der Mehrheit sowohl die seit 2016 regierende Demokratische Fortschrittspartei (DPP) als auch die größte Oppositionspartei Kuomintang (KMT). Allerdings unterscheiden sich beide Seiten fundamental in ihrer Sicht auf das Verhältnis zu China.
- Die KMT sieht die Republik China und damit Taiwan als einem einzigen unteilbaren China zugehörig, das nur vorläufig in zwei Territorien zerfallen und in einer nicht definierten Zukunft wiederzuvereinen sei. Diese Ansicht ist Inhalt des Konsens von 1992, einer inoffiziellen, von der Volksrepublik China und der Kuomintang geteilten Formel für die Gestaltung der beiderseitigen Beziehungen.
- Die DPP lehnt den Konsens von 1992 ab und betont das Recht des taiwanischen Volks auf Selbstbestimmung. Da die Volksrepublik die Anerkennung des Konsenses zur Voraussetzung für die Aufnahme jeglicher Gespräche mit der taiwanischen Seite macht, lehnt sie den Dialog mit der DPP-Regierung ab.

### Die Unabhängigkeitsbewegung
Die Taiwanische Unabhängigkeitsbewegung weist jede politische Zugehörigkeit Taiwans zu China ab, sei es zur Republik oder zur Volksrepublik. Die Haltung der DPP-Regierung geht den Anhängern der Bewegung nicht weit genug. Für sie ist die Unabhängigkeit Taiwans solange nicht verwirklicht, bis die Trennung von China durch eine Änderung der taiwanischen Verfassung und des Staatsnamens formell vollzogen wurde.

### Volksrepublik China
Die Volksrepublik China beansprucht Taiwan als Teil ihres Territoriums und sieht alle Bestrebungen, die nicht die Zugehörigkeit Taiwans zu China anerkennen, als zu bekämpfenden Separatismus an. Hierunter fallen demnach sowohl die Taiwanische Unabhängigkeitsbewegung als auch die Politik der DPP.

## Träger der Unabhängigkeitsbewegung

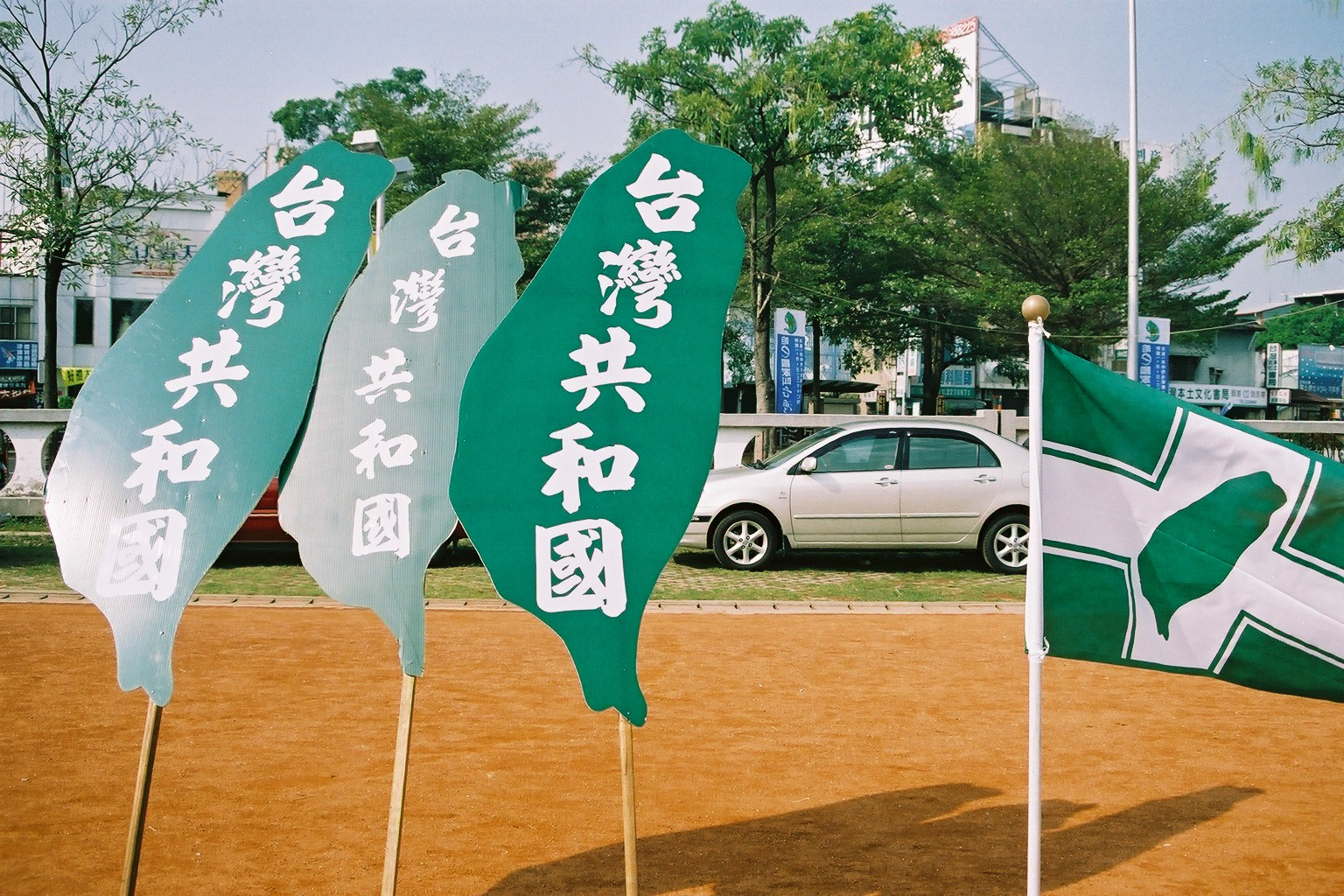
Schilder mit der Forderung nach einer „Republik Taiwan“

Die Taiwanische Unabhängigkeitsbewegung besteht aus einer Vielzahl von Parteien und Gruppen unterschiedlicher Größe. Sie sind nicht zentral organisiert, halten aber einmal jährlich den World Taiwanese Congress (WTC, 世界台灣人大會) ab, dessen Flagge zum bekanntesten Emblem der Bewegung geworden ist. Zu den bedeutendsten Akteuren gehören die Taiwanische Solidaritätsunion (台灣團結聯盟), die Taiwanische Staatsbildungspartei (台灣基進), die World United Formosans for Independence (台灣獨立建國聯盟), die Presbyterianische Kirche Taiwans (臺灣長老教會), die Taiwan United Nations Alliance (台灣聯合國協進會), die Taiwan Society (台灣社) und die Taiwan Association of University Professors (台灣教授協會).
Derzeit ist keine der Parteien bzw. Bewegungen im taiwanischen Parlament, dem Legislativ-Yuan, vertreten. Bei der Parlamentswahl im Januar 2024 kamen die Taiwanische Staatsbildungspartei und die Taiwanische Solidaritätsunion lediglich auf 0,69 bzw. 0,31 % der Stimmen. Der Einfluss der Unabhängigkeitsbewegung auf die nationale Politik ist somit gering, auch wenn ihre Positionen im öffentlichen Diskurs sichtbar sind.

## Geschichte
Das ursprünglich von indigenen Völkern bewohnte Taiwan wurde seit dem 17. Jahrhundert von chinesischen Einwanderern besiedelt. Von 1683 bis 1895 gehörte die Insel zum Chinesischen Kaiserreich (Qing-Dynastie), danach bis 1945 als Kolonie zum Kaiserreich Japan. In beiden Zeitabschnitten ereignete sich eine Reihe von Aufständen gegen die Behörden. Die Rebellionen waren zumeist unkoordiniert, regional begrenzt, von kurzer Dauer und ohne klare politische Zielsetzung. Die 1895 als Reaktion auf die Abtretung Taiwans an Japan (Vertrag von Shimonoseki) gegründete Republik Formosa verfolgte das Ziel, die Inbesitznahme durch Japan zu verhindern oder zu verzögern, um Taiwan so bald als möglich wieder an China anschließen zu können. Die Unabhängigkeit der Insel war letztendlich nicht beabsichtigt. Bewegungen, die die Gründung eines neuen Staates Taiwan um seiner selbst willen anstrebten, entstanden erst nach 1945.

### Nach 1945

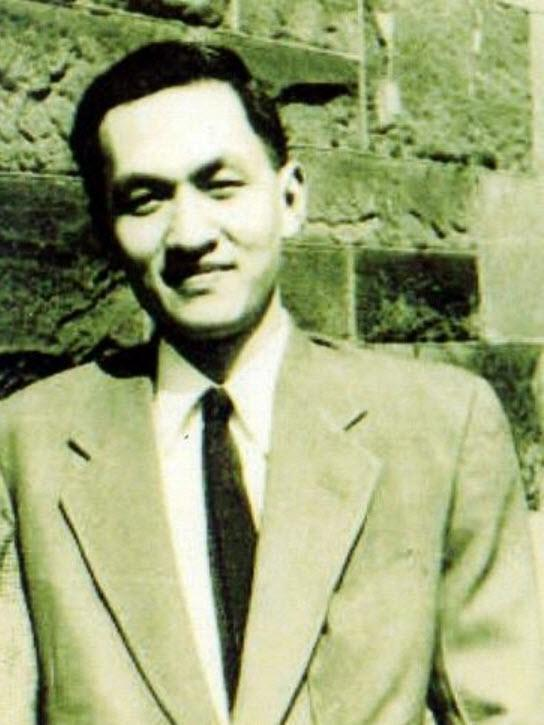
Peng Ming-min um 1960

Dass Taiwan nach dem Ende des Zweiten Weltkriegs wieder an China, d. h. die von der Kuomintang (KMT) regierte Republik China fiel, wurde von den meisten Taiwanern mit Begeisterung aufgenommen. Schon bald gab es jedoch Spannungen zwischen den Taiwanern und den Waishengren (nach 1945 nach Taiwan gekommenen Chinesen). Erstere waren mit den wirtschaftlichen Maßnahmen und der Korruption der neuen Behörden unzufrieden, letztere argwöhnten, dass viele Taiwaner nach fünfzig Jahren Kolonialherrschaft Elemente der der Kuomintang verhassten japanischen Kultur übernommen hätten oder gar Kollaborateure der Kolonialherren gewesen seien. Die Spannungen entluden sich im Zwischenfall vom 28. Februar 1947, dem sich ein viele Teile der Insel erfassender Aufstand gegen die Behörden anschloss. Bei der Niederschlagung des Aufstands und in den folgenden Jahren des Weißen Terrors kamen zehntausende Taiwaner ums Leben. Die Ereignisse verfestigten den Gegensatz zwischen den Waishengren und Benshengren (Bewohner Taiwans vor 1945) auf Jahrzehnte hin und wirken bis heute nach.
Die Kuomintang-Regierung musste sich nach ihrer Niederlage im Chinesischen Bürgerkrieg 1949 nach Taiwan zurückziehen, wo sie die Republik China diktatorisch und unter Kriegsrecht fortführte und ihren Alleinvertretungsanspruch für China sowie das Ziel der Rückeroberung des chinesischen Festlands propagierte. Die Taiwanische Unabhängigkeitsbewegung ging aus der Ablehnung des Herrschaftsanspruchs der KMT über Taiwan hervor.
Im Jahr 1964 verfasste der an der Nationaluniversität Taiwan lehrende Rechts- und Politikwissenschaftler Peng Ming-min zusammen mit Kollegen das Manifest der Bewegung zur Selbstrettung des taiwanischen Volkes (台灣自救運動宣言), das von der Prämisse ausgeht, dass die Existenz „eines Chinas“ und „eines Taiwans“ längst eine unerschütterliche und international anerkannte Tatsache sei. Das von der Kuomintang propagierte Ziel der Rückeroberung des Festlands sei unmöglich zu erreichen und führe nur zu einer unnötigen Militarisierung der Gesellschaft. Das Regime des Präsidenten Chiang Kai-sheks sei nicht durch das Volk legitimiert und habe kein Recht, für das Volk zu sprechen. Das Regime müsse beseitigt und ein neuer Staat Taiwan gegründet werden. Die Verfasser formulierten drei Ziele:

„1. Eingeständnis, dass die Rückeroberung des Festlands völlig unmöglich ist; Sturz des Chiang-Regimes; Vereinigung der Kraft von zwölf Millionen Menschen, unabhängig aus welcher Provinz; aufrichtige Zusammenarbeit; Gründung eines neuen Staats; Errichtung einer neuen Regierung.“

„2. Änderung der Verfassung, Garantie der grundlegenden Menschenrechte; Einrichtung einer dem Parlament verantwortlichen funktionsfähigen Regierung; Einführung echter Demokratie.“

„3. Als Teil der freien Welt Wiedereintritt in die Vereinten Nationen; Aufnahme diplomatischer Beziehungen zu allen friedliebenden Ländern, um mit ihnen gemeinsam für den Weltfrieden zu arbeiten.“

Während die Verfasser im Untergrund mit der Verbreitung des Manifests begannen, wurden sie entdeckt, verhaftet, wegen Anstiftung zum Aufruhr angeklagt und zu Haftstrafen verurteilt. Das Manifest entfaltete im Untergrund und unter Taiwanern im Ausland Wirkung, wurde von der Vereinigung Taiwaner in den USA für die Unabhängigkeit (全美臺灣獨立聯盟, englisch: United Formosans in America for Independence, UFAI) ins Englische übersetzt und 1966 in der New York Times veröffentlicht. Seitdem ist es ein Schlüsseltext der Unabhängigkeitsbewegung. Peng Ming-min, dem 1970 die Flucht ins Ausland gelang, wurde zu ihrem prominentesten Vertreter.

### Nach Aufhebung des Kriegsrechts
Während der Präsidentschaft Chiang Ching-kuos wurden Reformen eingeleitet und 1987 das Kriegsrecht aufgehoben. Unter dem auf Chiang folgenden Präsidenten Lee Teng-hui vollzog sich die Demokratisierung Taiwans. Meinungs- und Pressefreiheit wurden gewährt und die Forderung nach Taiwanischer Unabhängigkeit fortan nicht mehr als Anstiftung zum Aufruhr unter Strafe gestellt. Politische Gefangene erhielten Amnestie, Exilanten wurde die Heimkehr gestattet.
Bei der ersten freien und demokratischen Präsidentenwahl in der Republik China (Taiwan) 1996 trat Peng Ming-min als Kandidat der oppositionellen Demokratischen Fortschrittspartei (DPP) für die Taiwanische Unabhängigkeit ein, während Amtsinhaber Lee die pragmatische Fortführung des aktuellen Staatsgebildes befürwortete. Bei der Wahl, die von Manövern der chinesischen Volksbefreiungsarmee zwecks Einschüchterung der Wähler überschattet war (Dritte Taiwanstraßenkrise), erhielt Peng 21,1 % der Stimmen und musste sich Lee (54 %) geschlagen geben. Nach ihrer Wahlniederlage änderte die DPP ihren Kurs, rückte von der Forderung nach schnellstmöglicher Unabhängigkeit Taiwans ab und vertrat pragmatischere Positionen. Sie behielt diese Richtung auch nach ihrer Regierungsübernahme im Jahr 2000 bei.

## Gegenwart

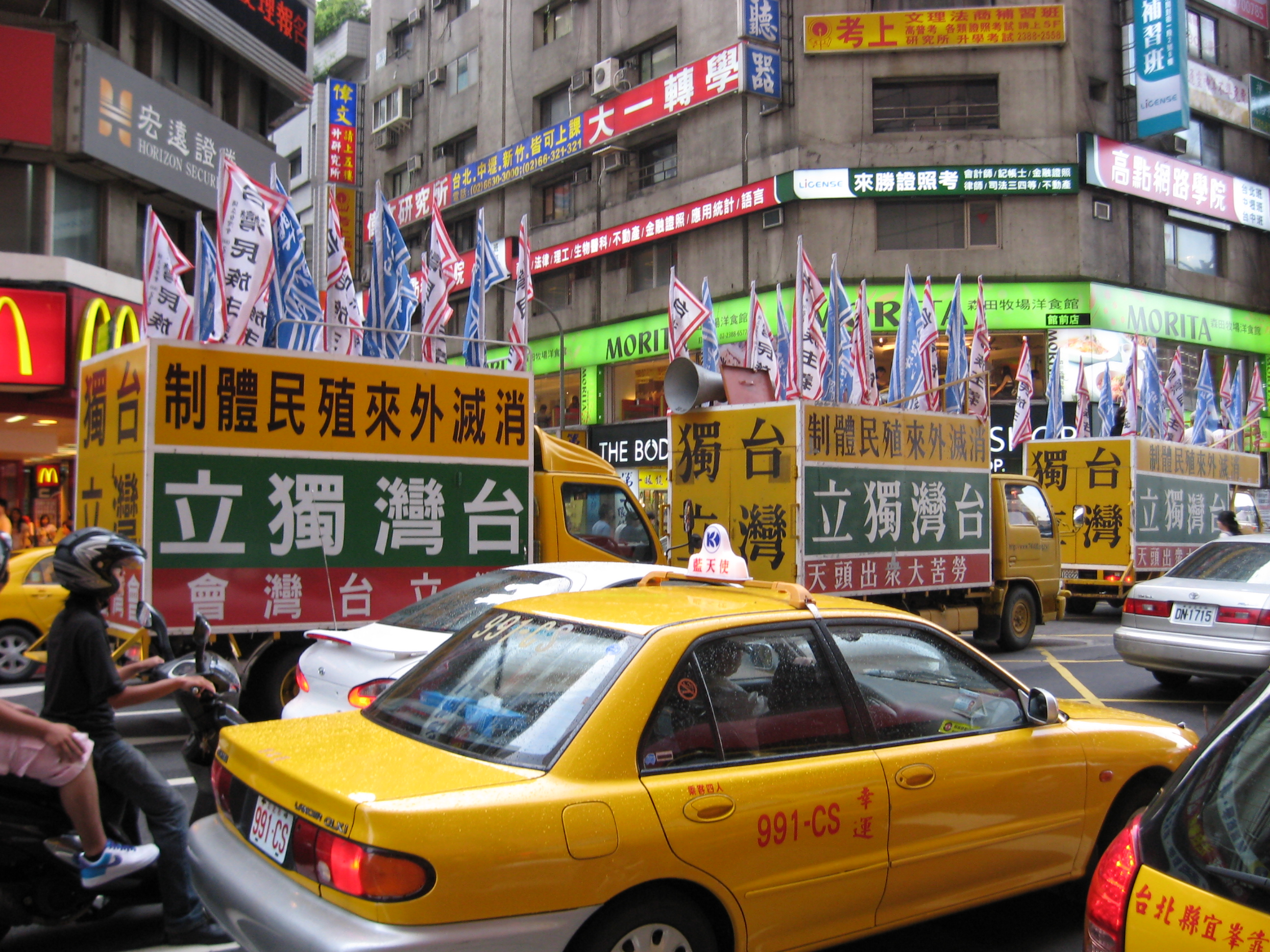
Kundgebung von Unabhängigkeitsbefürwortern

Das Thema der Unabhängigkeit Taiwans spielt in der öffentlichen Diskussion Taiwans derzeit eine untergeordnete Rolle. Die Gründe hierfür sind zum einen die verbreitete Ansicht, dass Taiwan unter dem Namen Republik China schon souverän und unabhängig sei und daher keine formelle Unabhängigkeitserklärung benötige, zum anderen die Befürchtung, dass ein solcher Schritt einen militärischen Angriff der Volksrepublik China hervorrufen könnte.
Umfragen zeigen, dass die Mehrheit der Taiwaner diese Sicht teilt und bezüglich der Souveränität Taiwans eine Beibehaltung des Status quo befürwortet. Eine Langzeitstudie des Election Study Center der Chengchi-Nationaluniversität, in der seit 1994 die Einstellung der Taiwaner zur Frage der Vereinigung mit oder Unabhängigkeit von China untersucht wird, ergab für den Juni 2024:
- 33,6 % der Befragten befürworten eine Beibehaltung des Status quo auf unbestimmte Zeit
- 27,3 % sprechen sich dafür aus, den Status quo beizubehalten und zu einem späteren Zeitpunkt zu entscheiden
- 22,4 % wünschen eine Beibehaltung des Status quo mit Tendenz zur Unabhängigkeit
- 5,5 % befürworten den Status quo mit Tendenz zur Vereinigung
- 3,8 % wünschen schnellstmöglich die Unabhängigkeit
- 1,1 % sprechen sich für die schnellstmögliche Vereinigung aus